# Zygmunt Felczak
Zygmunt Felczak, ps. Bożydar, Bydgoski, Jasiński, Zygmunt (ur. 2 maja 1903 w Chorkach, zm. 3 lipca 1946 w Bydgoszczy) – publicysta, powstaniec warszawski, poseł Krajowej Rady Narodowej, wicewojewoda pomorski, działacz Narodowej Partii Robotniczej i Stronnictwa Pracy, założyciel „Ilustrowanego Kuriera Polskiego”.

## Życiorys
Był synem Antoniego – rolnika – i Michaliny z Pałczyńskich, właścicieli ok. 20-hektarowego gospodarstwa rolnego (komunistyczny sędzia określi później jego młodszego brata Wacława jako syna kułaka). Jego ojciec był lokalnym działaczem społecznym. Matka wywodziła się ze zubożałej w wyniku carskich represji popowstaniowych rodziny szlacheckiej (jej przodkowie za udział w powstaniu listopadowym i powstaniu styczniowym zesłani zostali na Syberię). Dzieci wychowywane były w kulcie tradycji powstańczej. Zygmunt uczęszczał do szkoły elementarnej we wsi Chorki, a od 1915 r. do szkoły realnej w Łęczycy.

### Dwudziestolecie międzywojenne
W 1920 r. brał udział jako ochotnik w wojnie polsko-bolszewickiej jako żołnierz 137 pułku piechoty, później 21 pułku strzelców kowieńskich walczył w obronie Płocka. Po wojnie kontynuował naukę w Łęczycy, gdzie w 1923 r. uzyskał maturę. Został przyjęty na Wydział Prawa Uniwersytetu Warszawskiego. W 1924 r. przerwał studia i podjął pracę jako nauczyciel w szkole powszechnej w Łodzi. W 1926 r. ponownie podjął studia (filologia polska) na Wydziale Nauk Humanistycznych Uniwersytetu Poznańskiego. Z krótkimi przerwami studiował na tej uczelni do 1931 r., zaliczając 11 trymestrów. Jako student działał w Związku Młodzieży Pracującej „Jedność” i Narodowej Partii Robotniczej (NPR), będąc od 1928 r. redaktorem jej wielkopolskiego odłamu prasowego „Prawda”.
W 1931 r. osiadł w Toruniu, gdzie został sekretarzem Zarządu Okręgowego NPR na Pomorze i redaktorem pisma „Obrona Ludu”. Jego artykuły były wówczas określane jako radykalnie antysanacyjne i zdecydowanie antykomunistyczne. W jednym z artykułów pisał wówczas: „Komunizm prowadzi robotników w objęcia nędzy, głodu i obywatelskiej niewoli.(…) Demaskować będziemy nieubłaganie tę podłą, fałszywą i podstępną grę czerwonych szatanów nie w imię czego innego, jak w imię interesu rzesz pracujących”; a później także: „Ustroju kolektywnego w Polsce wprowadzać nie chcemy, a komunistów uważamy za linoskoczków i za takich samych faszystów, jakimi są zwolennicy Hitlera i Mussoliniego”. Felczak proponował natomiast przebudowanie stosunków społecznych w duchu moralności chrześcijańskiej. W maju 1934 r. został wybrany członkiem Rady Naczelnej NPR. Pełnił równocześnie funkcję prezesa ZMP – Jedność i redaktora naczelnego pisma „Demokrata”. Był ściśle związany z Karolem Popielem, który zlecił mu organizowanie i aktywizowanie pionu młodzieżowego NPR. Od 28 lipca 1935 r. był członkiem Głównego Komitetu Wykonawczego NPR. Po połączeniu się NPR z PSChD w październiku 1937 powstało Stronnictwo Pracy (SP), w którym został członkiem Zarządu Głównego.
W latach 30. występował przeciwko zbliżeniu polsko-niemieckiemu. Był zwolennikiem koncepcji Frontu Ludowego i zbliżenia ze Związkiem Radzieckim. Za działalność antyrządową wielokrotnie stawał przed sądami (ok. 50 procesów karnych). Dwukrotnie więziono go za zniewagę Józefa Piłsudskiego i Ignacego Mościckiego. W końcu lat 30. przeniósł się do Bydgoszczy. Od końca 1937 r. był zastępcą redaktora naczelnego „Dziennika Bydgoskiego”, którym faktycznie kierował do 1939 r.

### Okres okupacji
W 1939 r. wobec groźby ataku III Rzeszy na Polskę nawoływał młodzież do aktywnej postawy sprzeciwu. Mówił m.in.: Jesteśmy gotowi dla całości i niepodległości naszych granic ponieść wszelkie ofiary. Germańska nawała wedrzeć się może do Polski tylko po trupach wszelkiej młodzieży pracującej. Po wybuchu II wojny światowej i zajęciu Bydgoszczy przez Niemców był poszukiwany przez gestapo. W październiku 1939 r. schronił się w rodzinnej wsi, skąd w marcu 1940 r. został wysiedlony, następnie zamieszkał w Warszawie.
W 1939 r. współorganizował konspiracyjne Stronnictwo Pracy. Z jego inicjatywy w 1940 r. zlikwidowano rozłam w SP, wprowadzając w jego szeregi grup dawnych działaczy NPR-Lewica. W tym czasie na postawę Felczaka wywarł Jan Stachniuk, lider neopogańskiej grupy „Zadruga”, z którym miał kontakt przez Feliksa Widy-Wirskiego. Związawszy się z lewicowym skrzydłem SP, zaczął odchodzić od postaw chrześcijańsko-społecznych. Od 29 marca 1942 r. był oficjalnym przedstawicielem Stronnictwa Pracy w Politycznym Komitecie Porozumiewawczym (PKP). Wykorzystując swoją pozycję, działał na rzecz zmiany konfiguracji politycznej (na lewo) nie tylko w SP, ale i w PKP, próbując w miejsce Stronnictwa Narodowego wprowadzić komunistów z PPR. Chcąc zjednać przebywającego w Londynie Karola Popiela, wysyłał depesze, wykorzystując w tym celu swojego brata Wacława, będącego kurierem Rządu RP na uchodźstwie z władzami Polskiego Państwa Podziemnego.
25 października 1942 r. kierownictwo SP odwołało Felczaka z PKP, zarzucając mu intrygi oraz próbę zamachu na dotychczasowy program kierownictwa. Późną jesienią 1942 r. został wykluczony z KW SP, a w lutym 1943 r. wraz ze współpracownikami (Jan Teska, Henryk Trzebiński) wykluczony ze Stronnictwa Pracy. W lipcu tego roku stanął na czele grupy Stronnictwo Zrywu Narodowego („Zryw”).
W powstaniu warszawskim walczył w szeregach Armii Krajowej w Śródmieściu. Po kapitulacji uciekł z transportu jenieckiego i ukrywał się we Włochach pod Warszawą.

### Okres powojenny
W styczniu 1945 r. zadeklarował chęć współpracy z Rządem Tymczasowym, a w lutym został mianowany wicewojewodą pomorskim. Wypowiadał się za reaktywowaniem Stronnictwa Pracy na bazie „Zrywu”, zyskując poparcie Polskiej Partii Robotniczej. 15 lipca 1945 r. na zjeździe w Bydgoszczy proklamowano wznowienie Stronnictwa Pracy, które współpracowało z PPR. W listopadzie 1945 r. doszło do zjednoczenia „Zrywu” z SP kierowanym przez Karola Popiela, a Felczak został jednym z wiceprezesów Komitetu Wykonawczego ZG SP. Od grudnia był prezesem klubu SP w Krajowej Radzie Narodowej (KRN), a w lutym 1946 r. został prezesem Zarządu Wojewódzkiego SP w Bydgoszczy.
W 1946 r. już poważnie chory, samowolnie opuścił warszawski szpital i udał się do Bydgoszczy, by uczestniczyć w ostatnich przygotowaniach pomorskiej organizacji SP do referendum 30 czerwca 1946. Przeciwstawiając się grupie Karola Popiela współpracującej ze Stanisławem Mikołajczykiem, opowiedział się za głosowaniem „3 razy tak”.
Jako wicewojewoda bydgoski aktywnie dążył do ożywienia życia kulturalnego w Bydgoszczy i województwie pomorskim. Współdziałał w tym zakresie m.in. z Marianem Turwidem, zatrudnionym w Wydziale Kultury i Sztuki Pomorskiego Urzędu Wojewódzkiego. Z jego inicjatywy w 1945 r. powstał Klub Artystyczno-Literacki, upowszechniający dorobek kultury polskiej. Przy jego współudziale założono także Pomorski Dom Sztuki, czasopismo społeczno-literackie „Arkona” i Spółdzielnię Wydawniczą „Zryw”, wydającą od października 1945 r. „Ilustrowany Kurier Polski”.
Prowadził również działalność publicystyczną. Jego teksty drukowały m.in. „Ilustrowany Kurier Polski”, „Arkona”, „Odnowa”. W styczniu 1946 r. ukazała się jego książka Droga Wielkiej Odnowy, w której postulował „uzbrojenie cywilizacyjne” Polski (uprzemysłowienie kraju, przebudowa wsi w kierunku intensyfikacji rolnictwa, asymilacja Ziem Odzyskanych, „marynizacja" Polski, tj. pełne wykorzystanie granic morskich) i przebudowę struktury duchowej społeczeństwa. Książka nawiązywała do poglądów Jana Stachniuka i została negatywnie przyjęta przez czynniki katolickie.
Zmarł 3 lipca 1946 z powodu marskości wątroby w domu przy ul. Sielanka 6 w Bydgoszczy. Został pochowany 6 lipca 1946 na koszt państwa na cmentarzu Nowofarnym.

### Rodzina
Zygmunt Felczak od 1940 r. był żonaty z Anną Gorońską (Kaptur). Miał syna Bogdana (ur. 1926) osadzonego przez gestapo w obozie koncentracyjnym w Buchenwaldzie. 

## Ordery i odznaczenia
- Krzyż Grunwaldu II klasy (pośmiertnie, 2 lipca 1946)[3][4]